# Lisac
Lisac este o arie protejată (sit de importanță comunitară — SCI) din Croația întinsă pe o suprafață de 9.201,58 ha, integral pe uscat.

## Localizare
Centrul sitului Lisac este situat la coordonatele 44°21′19″N 15°59′30″E / 44.355293°N 15.991797°E.

## Înființare
Situl Lisac a fost declarat sit de importanță comunitară în iulie 2013 pentru a proteja 2 specii de animale.

## Biodiversitate
Situată în ecoregiunile alpină și mediteraneană, aria protejată conține 1 habitat natural: Pajiști uscate din regiunea submediteraneeană estică (Scorzoneratalia villosae).
La baza desemnării sitului se află mai multe specii protejate:
- amfibieni (1): izvoraș-cu-burta-galbenă (Bombina variegata)
- reptile (1): Vipera ursinii macrops